# Chorley (borough)
Chorley è un distretto con status di borough del Lancashire, Inghilterra, Regno Unito, con sede nella città omonima.
Il distretto fu creato con il Local Government Act 1972, il 1º aprile 1974 dalla fusione del borough di Chorley con i distretti urbani di Adlington e Withnell e col distretto rurale di Chorley.

## Parrocchie civili
Le parrocchie, che non coprono l'area del capoluogo, sono:
- Adlington (città)
- Anderton
- Anglezarke
- Astley Village
- Bretherton
- Brindle
- Charnock Richard
- Clayton-le-Woods
- Coppull
- Croston
- Cuerden
- Eccleston
- Euxton
- Heapey
- Heath Charnock
- Heskin
- Hoghton
- Mawdesley
- Rivington
- Ulnes Walton
- Wheelton
- Whittle-le-Woods
- Withnell